# Tego Calderón
Tegui Calderón Rosario, conosciuto come Tego Calderón (San Juan, 1º febbraio 1972), è un rapper, cantante, compositore e attore portoricano.

## Biografia
Tego Calderon è nato il 1 febbraio del 1972, in una famiglia media nella località di Santurce (Puerto Rico). Negli anni successivi sarebbe diventato uno dei cantanti più famosi di reggaeton e musica nativa del suo paese, Puerto Rico. Le sue composizioni ottennero un importante esito, dovuto in buona parte all'influenza di salsa e dei ritmi caratteristici della musica antillana. Il razzismo e la vita nella strada sono due dei temi principali delle sue composizioni; il suo paese, di tradizione africana, e la sua esperienza in carcere riflettono i suoi sentimenti in molte delle sue canzoni ed egli dedica i suoi sforzi a parlare ai giovani del male che possono incontrare nella strada.
Visse la sua prima gioventù a Rio Grande, altra città di Puerto Rico. In questi anni i suoi genitori lo portarono a scuola di musica e fu questo che gli servì successivamente per formarsi in questo ambito. Più avanti traslocarono tutti negli Stati Uniti. Poiché la musica non bastava per il suo sostentamento, Tego, si dedicò a realizzare i più diversi lavori per riuscire a vivere. I suoi interessi musicali cambiarono dal 1988, mentre era a Miami, anno in cui scoprì il rap e incominciò a introdursi in questo mondo. La sua carriera professionale iniziò quando partecipò al disco Crazy Boricua, Eddie Dee lo aiutò a emergere dalla folla di musicisti allora presenti e a creare un suo stile unico. Frutto di questa collaborazione sono i temi che appaiono in El Terrorista de La Lirica e in Boricua NY.
Tego Calderón iniziò ad avere seri problemi quando decise di tornare al suo paese. Non ebbe fortuna come musicista e si indirizzò verso la criminalità. In questo periodo il cantante finì in carcere a Porto Rico per possesso d'armi. In questa oscura fase iniziò per Tego una dura e lenta salita che dopo l'uscita dalla prigione riuscì a superare; questa tappa significò il suo recupero come artista. Nel 2002, dopo essere uscito di prigione, la casa discografica White Lion Records lanciò il primo album di Tego: El Abayarde. Più avanti, il 1º giugno 2003, la casa discografica RCS incominciò a distribuire copie di El Abayarde in diversi punti degli Stati Uniti. In questo paese ebbe lo stesso successo che a Porto Rico e in questa occasione fu nominato ai Grammy Latinos.

## Discografia
- 2000: Elegante de Boutique, (Con. Eddie Dee).
- 2002: Abayarde.
- 2002: No Quiere Novio, (Con. Ñejo).
- 2003: P.I.M.P.(Remix), (Con. 50 Cent)
- 2004: Conexión Puerto Rico (Con. Cartel de Santa)
- 2004: Oh, Yeah (Con. Snoop Dogg & Julio Voltio)
- 2004: Latin Thugs(Remix) (Con. Cypress Hill)
- 2004: Yeah (Remix) (Con. Usher)
- 2004: Pimp To The End (Con. Lloyd Banks)
- 2004: We Don't Love Dem Hoes (Con. DJ Whoo Kid)
- 2004: We Don't Love Dem Hoes (Con. The Game)
- 2006: Lighters Up (Remix) (Con. Lil' Kim)
- 2006: I Wanna Love You (Remix) (Con. Akon, Snoop Dogg)
- 2004: Bandoleros (Con. Don Omar)
- 2004: We don't love them hoes (Con. Pitbull, The Game).
- 2004: El corillo de los trangalanga, (Con. Los Majaderos).
- 2006: Los Calderones (Con. John Eric.
- 2004: Oye Mi Canto (Con. NORE, Nina Sky).
- 2006: Los Maté.
- 2008: El trabajito (Con. Tommy Torres).
- 2008: Cosa Buena.
- 2009: Gracias.

2011: Salte del Medio.
- 2011: Llego el Chynin, (Con. Chino Nino).
- 2012: Pa Que Se Lo Gozen.
- 2012: Al Natural.
- 2012: Metele Sazón.
- 2012: Chillin, (Con. Don Omar).
- 2012: Robin Hood.
- 2012: Ni fu ni fa.
- 2012: El Sitio.
- 2013: Zapatito roto, (Con. Plan B).
- 2013: Aquí es que... Ehh (Remix), (Con. Alexis & Fido)
- 2014: Trust, (Con. Romeo Santos)
- 2014: Odio (Remix), (Con. Baby Rasta & Gringo, Ñengo Flow & Arcángel)
- 2014: Las nenas lindas (Remix), (Con. Jowell & Randy)
- 2014: Las nenas lindas (Versión Salsa), (Con. Jowell & Randy & Victor Manuelle)
- 2014: Quiero hacértelo, (Con. J Alvarez)
- 2015: El que sabe, sabe.
- 2015: Y quien diría, (Con. Kany García)
- 2015: La Bendición.
- 2015: Dando Break (Explícito).
- 2015: Sexy Sicá.
- 2015: Pastillita, (Con. Don Omar)
- 2015: Callejero, (Con. Don Omar)
- 2015: Sandunga, (Con. Don Omar)
- 2015: Yo soy del barrio, (Con. Yandel)
- 2016: Un poquito na' más, (Con, Jowell & Randy)
- 2016: Muy pocas, (Con. Mackie)
- 2016: Longer Than Mandela (Con, Talib Kweli)
- 2016: No Pasa De Moda.
- 2017: Palitos, (Con, El Choco, Jungle & Bowdozen)
- 2019: Reggaeton Remix, (Con. J Balvin, Don Omar, Daddy Yankee).

## Filmografia
- Illegal Tender, regia di Franc. Reyes (2007)
- Fast & Furious - Solo parti originali, regia di Justin Lin (2009)
- Los Bandoleros, regia di Vin Diesel (2009) – cortometraggio
- Fast & Furious 5, regia di Justin Lin (2011)
- Fast & Furious 8, regia di F. Gary Gray (2017)
- Fast X, regia di Louis Leterrier (2023) – immagini d'archivio